# Il Triangolo
Il Triangolo è un gruppo musicale indie pop italiano formatosi a Milano nel 2011 e composto da Marco Ulcigrai (chitarra e voce) e Thomas Paganini (basso e seconda voce).

## Storia del gruppo
Gli esordi
La band nasce a Milano all'inizio del 2011 da un'idea di Marco Ulcigrai. L'intento è scrivere canzoni in italiano ispirandosi alla musica d'autore degli anni 60 e 70. La formazione iniziale è un trio composto da Thomas Paganini e Mauro Campoleoni, amici e compagni in diverse band sin dai tempi del liceo.
Dopo appena poche settimane di attività, i tre registrano l'EP Giurami al Noise Factory di Milano e si iscrivono al concorso per band emergenti ‘Va sul palco’, vincendolo. Questo risultato sancisce l'inizio della collaborazione con Ghost Records, storica etichetta indipendente di Varese.
Dal binomio vedranno la luce gli album Tutte le canzoni (2012), esordio accolto molto positivamente dalla critica e dal pubblico, e Un'America (2014).
Faccio un cinema
Il 17 gennaio 2020 esce Faccio un cinema. In ordine di tempo, è l’ultimo lavoro in studio del Triangolo; questo album arriva a 8 anni di distanza dal Tutte le canzoni e rappresenta il terzo capitolo del percorso iniziato nel 2012.
Dopo il tuffo nel beat italiano degli anni ’60 del disco d’esordio, la band riprende il viaggio all’interno della tradizione cantautorale italiana, portando avanti la propria ricerca sonora. Il Triangolo ha fatto della commistione tra passato e presente la propria cifra stilistica: chitarre surf e melodie rétro si fondono con arrangiamenti moderni ed un’anima rock’n’roll, dando vita ad suono riconoscibile e contemporaneo.
L'album è anticipato dal singolo Nella testa, pubblicato il 29 novembre 2019.

## Formazione

### Formazione attuale
- Marco Ulcigrai - voce, chitarra (2011-presente)
- Thomas Paganini - basso, voce, chitarra (2011-presente)

### Ex componenti
- Mauro Campoleoni - batteria (2011-2015)

Dal vivo
- Elton Novara - chitarra, tastiera
- Giacomo Fiocchi - batteria

## Discografia
Album
- 2012 - Tutte le canzoni
- 2014 - Un'America
- 2020 - Faccio un cinema

EP
- 2011 – Giurami

Singoli
- 2019 - Nella testa
- 2023 - Storie di lacrime